# ボローニャ復元映画祭
ボローニャ復元映画祭（ボローニャふくげんえいがさい、イタリア語: Il Cinema Ritrovato, 「再発見された映画」の意）は、イタリアのボローニャで開かれる、希少かつ知られざる作品の発掘、ならびにサイレント映画を対象とする映画祭である。日本では表題の名称で呼ばれている。

## 略歴・概要
本映画祭は、1986年（昭和61年）の第1回以来、イタリアのエミリア＝ロマーニャ州ボローニャ県ボローニャで、毎年夏に行われている。主催は同市のシネマテークであるチネテカ・ディ・ボローニャ。
2004年（平成16年）からは「復元映画祭DVD賞」Cinema Ritrovato DVD Awards を設け、世界中のビデオグラム・メーカーの製品を対象に、1年間でもっとも価値ある発掘・復元を行なったものに授与している。
早稲田大学の小松弘教授によるプロジェクトが中国での発掘作業の際に発見した、ジョセフ・フォン・スタンバーグ監督の失われた映画『女の一生』 The Case of Lena Smith の4分のフィルム断片は、2003年（平成15年）のポルデノーネ無声映画祭、および2008年（平成20年）の本映画祭でのスタンバーグ特集で上映された。
現在の本映画祭の芸術ディレクターは、フィンランド出身の映画史家ペーター・フォン・バックである。

## おもな受賞作
「復元映画祭DVD賞」受賞作の一覧である。他賞は省略した。
1. 2004年 : 「ピエル・パオロ・パゾリーニの60年代」（ピエル・パオロ・パゾリーニ、3枚組、カルロッタ・フィルム、 フランス）
2. 2005年 : アレクサンドル・メドヴェドキン『幸福』＋クリス・マルケル『アレクサンドルの墓』（2枚組、アルテ、 フランス）
3. 2006年 : ジガ・ヴェルトフ『熱狂』（2枚組、オーストリア映画博物館、 オーストリア）
4. 2007年 : 「エルンスト・ルビッチ・コレクション」（エルンスト・ルビッチ、6枚組、トランジット・フィルム / ムルナウ・スティッフトゥンク、 ドイツ）
5. 2008年 : マルセル・レルビエ『金』（カルロッタ・フィルム、 フランス）、ゲオルク・ヴィルヘルム・パープスト『三文オペラ』（クライテリオン・コレクション、 アメリカ合衆国）
6. 2009年 : 「ヨリス・イヴェンス全集」（ヨリス・イヴェンス、ヨリス・イヴェンス欧州基金、 オランダ）
7. 2010年 : 「スタン・ブラッケージ・アンソロジー第2巻」（スタン・ブラッケージ、クライテリオン・コレクション、 アメリカ合衆国）

## 関連事項
- ポルデノーネ無声映画祭 - 同様の作品を対象とするイタリアの映画祭
- チネテカ・ディ・ボローニャ （it:Cineteca di Bologna）
- ペーター・フォン・バック （en:Peter von Bagh）

## 註
1. 1 2  年間活動報告 アーカイブ構築研究 (映像) 2004年、早稲田大学、2010年10月13日閲覧。
2. ↑  メルマガFPS Vol.63, 映画保存協会、2010年10月13日閲覧。
3. 1 2  Il Cinema Ritrovato DVD Awards 2004-2009 （イタリア語） / （英語）, ボローニャ復元映画祭、2010年10月13日閲覧。
4. ↑  Fuori quadro 2003 （イタリア語）, ポルデノーネ無声映画祭、2010年10月13日閲覧。
5. ↑  catalogo 2008 （イタリア語）, ボローニャ復元映画祭、2010年10月13日閲覧。
6. ↑  Foreword 2010 （英語）, ボローニャ復元映画祭、2010年10月13日閲覧。